# Ceriporia retamoana
Ceriporia retamoana är en svampart som beskrevs av Rajchenb. 2000. Ceriporia retamoana ingår i släktet Ceriporia och familjen Phanerochaetaceae.   Inga underarter finns listade i Catalogue of Life.